# 복카치오 91
"복카치오 91"은 1991년에 개봉한 대한민국의 영화이다.

## 캐스팅
- 차은재
- 장승화
- 정선우
- 홍주희
- 조선묵
- 이일웅
- 오미경
- 박동현
- 김무스
- 박영노
- 유병완
- 한유빈
- 강수아
- 정수정
- 김재영
- 김헌준
- 노영대
- 김지선